# Johann Georg Wille
Johann Georg Wille (Gießen, 5 novembre 1715 – Parigi, 5 aprile 1808) è stato un incisore tedesco.

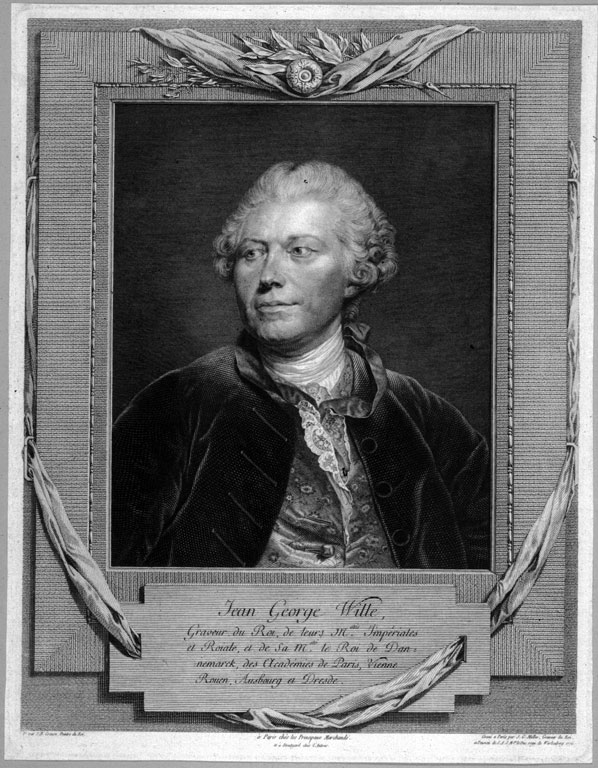
Johann Georg Wille

Dopo un primo periodo di apprendistato, studiò l'arte dell'incisione a Strasburgo con Georg Friedrich Schmidt .
Seguendo il suo maestro a Parigi vi colse un primo successo con il ritratto del Maresciallo Fouquet.

Ben presto importanti pittori contemporanei gli affidarono la riproduzione a stampa delle proprie opere. Si dedicò poi anche alla riproduzione dei capolavori degli antichi maestri.
Divenuto famoso in tutta Europa per la sua maniera brillante e leggera di ottenere vivaci effetti nelle sue stampe, divenne incisore di corte del re di Francia Luigi XV, di Federico II di Prussia e di Federico V di Danimarca. Nel 1746 tornò in Germania, per stabilirsi nuovamente a Parigi l'anno successivo.

Napoleone gli conferì la Legion d’onore e fu nominato membro dell'Istituto di Francia. Fu sua allieva la pittrice parigina Constance-Marie Charpentier.
Nonostante il successo raggiunto nell’Ancien Regime, dopo la Rivoluzione si ridusse in povertà. Morì a Parigi nel 1808.
Scrisse le proprie Memorie, pubblicate nel 1857, in cui, per la prima volta, è menzionato Diderot.

## Alcune opere
- Les Musiciens ambulants
- Le Concert de famille
- Le Maréchal de Saxe